# نهر أوكايالي
نهر أوكايالي (ريو أوكايالي) ينشأ حوالي 110 كيلومترا (70 ميلا) إلى الشمال من بحيرة تيتيكاكا في منطقة اريكويبا في أمريكا الجنوبية. أتياً من نهر الأمازون ، في نقطة التقاء بين أوكايالي, و نهر مارانيون.

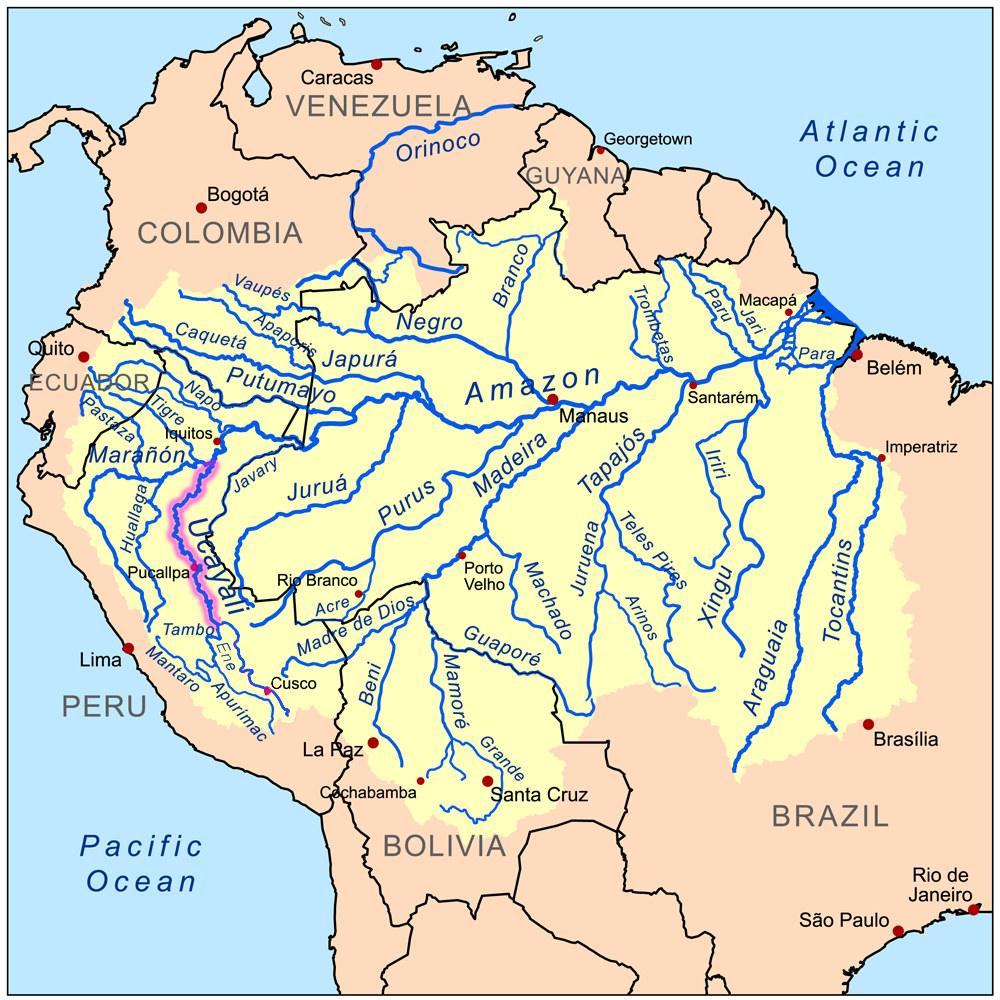
خريطة توضيحية لموقع النهر في حوض الأمازون

وأوكايالي ، جنبا إلى جنب مع نهر أبوريماك، نهر إيني ، و نهر تامبو ، يعتبر اليوم من منابع المياه الرئيسية لنهر الأمازون ، و يبلغ مجموع طوله 2،669.9 كيلومترا (1،659.0 ميل) من مصدرة في أبوريماك عند نيفادمسيمي و للالتقاء أوكايالي وأنهار مارانيون :
نهر أبوريماك (الطول الإجمالي) : 730.7 كم
نهر إيني (الطول الإجمالي) : 180.6 كم
نهر تامبو (الطول الإجمالي) : 158.5 كم
نهر أوكايالي (التقاء مع نهر تامبو لالتقاء مع مارانيون) : 1،600.1 كم
تم تسمية النهر بأوكايالي سان ميغيل ، ثم أوكايالي ، أوكاياري ، بورو ، أبو-بورو ، وريو دي كوكاما كوزكو. بعثت بيرو العديد من البعثات المكلفة تركيبها وأجرى باقتدار إلى اكتشاف النهر. وقد وصل إلى واحد منهم ( في 1867) 380 كم, (240 ميلا) من ليما.
ما تبقى من نهر أوروبامبا يقاطعة من قبل الشعاب وغيرها من العوائق غير معدود في الملاحة. توريس ,مكتشف للنهر ،تطرق إلى ألتو أوكايالي لحكومة البيرو ، ويعطيها بطول 186 ميلا (299 كيلومترا) ، ابتداء من مصب باتشيتيا إلى منعطف تامبو أوروبامبا. ويتراوح عرض النهر بين 400-1200 م (1300-4000 قدم) ، ويرجع ذلك إلى عدد كبير من الجزر. ويعمل حاليا 5-6 كم / ساعة (3-4 ميل (6.4 كيلومتر) في الساعة) ، وقناة 20-50 متر (60-150 قدم) يمكن أن يكون دائما واسعة وجدت مع الحد الأدنى من عمق 1.5 متر) 5 قدم). وهناك خمس ممرات سيئة ، وذلك بسبب تراكم من الأشجار والقوارب الخشبية. وتراجعات في بعض الأحيان من الصخور والجبال وتمتد على قاع النهر مما تسبب دوامات هائلة.
أوكايالي يعد موطنا لدولفين نهر الأمازون ، وقضاعة العملاقة ، وخروف البحر الأمازون ، وهي وفيرة في بلوغ ساميريا بكايا الوطنية ، قريبة من نوتا.
تسمى منطقة أوكايالي في البيرو على اسم النهر.